# Путтгарден

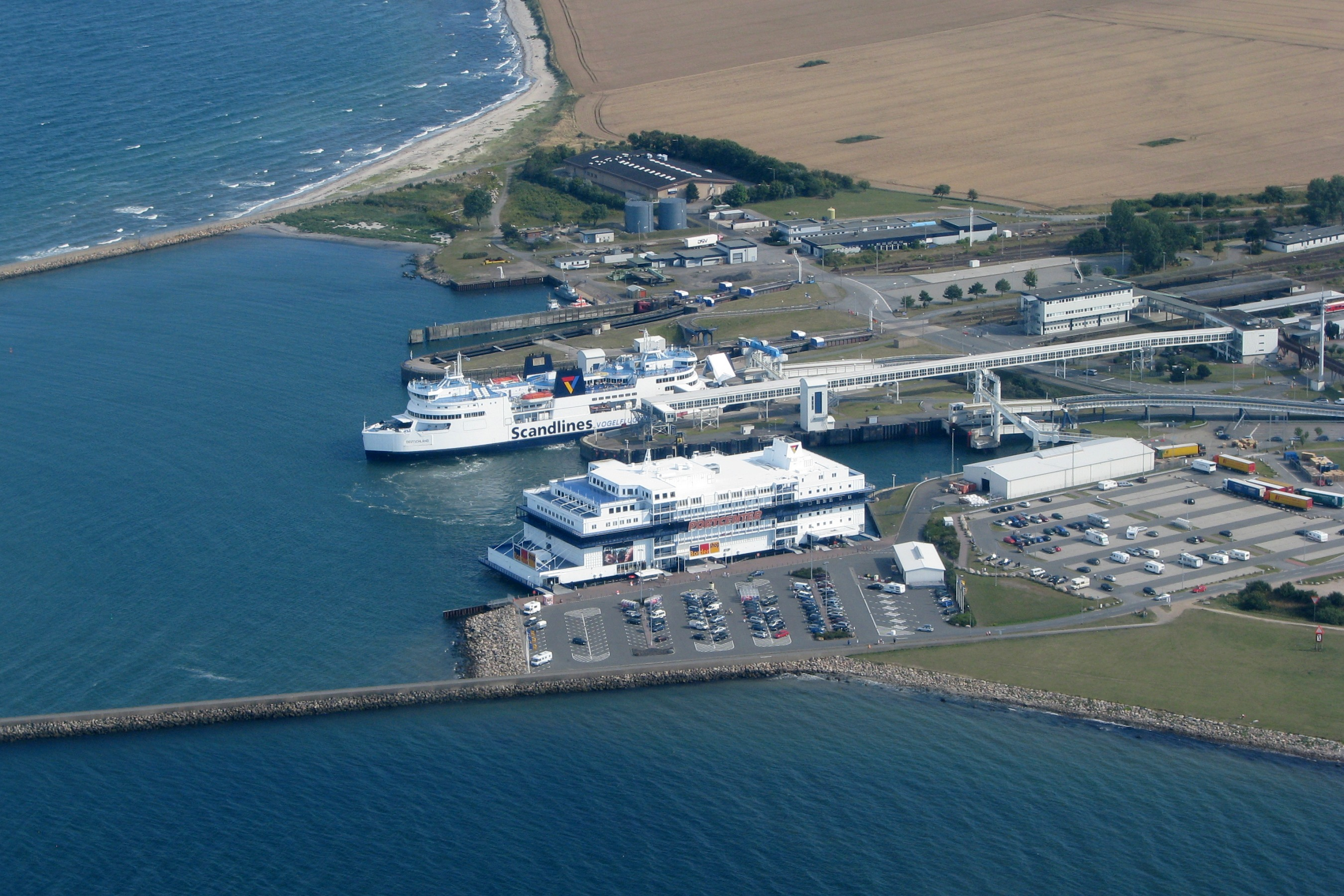

Путтгарден (нем. Puttgarden) — район города Фемарн на севере одноименного острова Фемарн.
Известен благодаря терминалу железнодорожно-автомобильной паромной переправы Путтгарден-Редби через пролив Фемарн-Бельт Балтийского моря в Данию, в порт Редби на острове Лоланн. Длина переправы составляет 18 километров. Линия выполняется паромами компании Scandlines. Продолжительность перехода составляет 45 минут.
Железнодорожный паромный терминал был построен в 1961-63 годах, одновременно с Фемарнзундским мостом до полуострова Вагрия. После строительства моста Большой Бельт с железнодорожным тоннелем в 1998 году использование переправы Путтгарден-Редби железнодорожным транспортом уменьшилось. На сегодня сохранилось лишь пассажирское сообщение.
Через паромную переправу пролегает маршрут датских поездов IC3 сообщением Копенгаген - Любек - Гамбург и немецких поездов ICE-TD сообщением Берлин - Гамбург - Любек - Копенгаген.
В будущем, когда будет построен Фемарнбельтский тоннель, планируется закрытие терминала.